# Campeonato de Escocia de Rugby 1975-76
El Campeonato de Escocia de Rugby (Scotland Division 1) de 1975-76 fue la tercera edición del principal torneo de rugby de Escocia.

## Sistema de disputa
El torneo se disputó en formato de todos contra todos en la que cada equipo enfrentó a cada uno de sus rivales.
El equipo que al finalizar el torneo obtuviera mayor cantidad de puntos, se coronó como campeón del torneo, mientras que los dos últimos descendieron directamente a la División 2.
Puntuación
Para ordenar a los equipos en la tabla de posiciones se los puntuará según los resultados obtenidos.
- 2 puntos por victoria.
- 1 puntos por empate.
- 0 puntos por derrota.

## Clasificación
| Pos. | Equipo              | Encuentros | Encuentros | Encuentros | Encuentros | Tantos | Tantos | Tantos | Puntos |
| Pos. | Equipo              | PJ         | PG         | PE         | PP         | F      | C      | Dif    | Puntos |
| ---- | ------------------- | ---------- | ---------- | ---------- | ---------- | ------ | ------ | ------ | ------ |
| 1.º  | Hawick RFC          | 11         | 11         | 0          | 0          | 311    | 86     | +225   | 22     |
| 2.º  | Gala RFC            | 11         | 10         | 0          | 1          | 218    | 123    | +95    | 20     |
| 3.º  | West of Scotland    | 11         | 7          | 1          | 3          | 183    | 96     | +87    | 15     |
| 4.º  | Boroughmuir RFC     | 11         | 6          | 0          | 5          | 140    | 111    | +29    | 12     |
| 5.º  | Langholm            | 11         | 6          | 0          | 5          | 145    | 130    | +15    | 12     |
| 6.º  | Jordanhill          | 11         | 5          | 1          | 5          | 185    | 140    | +45    | 11     |
| 7.º  | Watsonians          | 11         | 5          | 0          | 6          | 137    | 146    | -9     | 10     |
| 8.º  | Kilmarnock          | 11         | 4          | 1          | 6          | 115    | 162    | -47    | 9      |
| 9.º  | Edinburgh Wanderers | 11         | 4          | 0          | 7          | 121    | 200    | -79    | 8      |
| 10.º | Heriot's FP         | 11         | 3          | 0          | 8          | 113    | 289    | -176   | 6      |
| 11.º | Melrose RFC         | 11         | 2          | 0          | 9          | 116    | 203    | -87    | 4      |
| 12.º | Kelso RFC           | 11         | 1          | 1          | 9          | 105    | 203    | -98    | 3      |

|  | Campeón.                    |
|  | Descendido a la División 2. |

| Bandera de Escocia |
| Campeón Hawick RFC |
| Tercer título      |